# Чахверз
Чахве́рз (перс. چاهورز‎) — город на юге Ирана, в остане Фарс. Входит в состав шахрестана Ламерд. Является частью одноимённого дехестана (сельского округа) одноимённого бахша.

## География
Село находится в южной части Фарса, в горной местности юго-восточного Загроса, на расстоянии приблизительно 244 километров к юго-юго-востоку (SSE) от Шираза, административного центра провинции. Абсолютная высота — 508 метров над уровнем моря.

## Население
По данным переписи 2006 года население села составляло 2640 человек (1349 мужчин и 1291 женщина). В Чахверзе насчитывалась 521 семья. Уровень грамотности населения составлял 83,41 %. Уровень грамотности среди мужчин составлял 84,21 %, среди женщин — 82,57 %.